# Кино-глаз
«Кино-глаз» — неигровой немой фильм, снятый режиссёром Дзигой Вертовым и оператором Михаилом Кауфманом в 1924 году. Экспериментальная картина, в которой были заложены принципы вертовской кинодокументалистики, вызвала разноречивые отклики от критиков и киноведов. Лента получила премию на Международной выставке в Париже.

## Сюжет
Фильм представляет собой серию коротких эпизодов, предваряемых титрами-заголовками. Так, первая часть, озаглавленная «В церковном празднике, или Действие самогона на деревенских баб», — это зарисовка о стихийном народном гулянии с плясками под гармонь. В двух следующих эпизодах — «У деревенских пионеров» и «У городских пионеров» — рассказывается о том, как дети школьного возраста участвуют в пропаганде кооперативного движения: они посещают рынки, сравнивают цены на продукты у торговцев-одиночек и кооператоров, расклеивают объявления «Не давай купцам наживы, покупай в кооперативе!».
Небольшая глава «Утро в лагере» знакомит зрителей с бытом пионеров: они живут в палатках, умываются в реке, сами готовят себе завтрак. Там же, на природе, создана «парикмахерская» для сельских жителей, а также паяльная мастерская, в которой ребята ремонтируют принесённую крестьянами хозяйственную утварь. В другом эпизоде показано, как проходило строительство и открытие лагеря. Сюжеты, повествующие о жизни пионеров, чередуются с зарисовками, не связанными с ними тематически, — в одной из них китайский иллюзионист Чан-Ги-Уан прямо на улице демонстрирует фокусы с посудой и проволокой; в другой создатели фильма многократно воспроизводят прыжок в воду с вышки, с помощью титров обращая внимание на технику спортсмена.

## История создания
Готовя заявку на производство «Кино-глаза», Дзига Вертов писал, что это будет первая в мире картина, снятая без участия актёров, костюмеров, художников и гримёров; ему как режиссёру не понадобятся студийные павильоны и декорации, потому что герои ленты будут жить в реальной жизни. К проекту докладной записки, адресованной дирекции Госкино, был приложен список участников киногруппы, включавший оператора, почтальона, сотрудника уголовного розыска, медиков, пожарных, велосипедиста; кроме того, был представлен перечень объектов, на территории которых намечались съёмки (пионерский лагерь, хлебопекарня, спортивная площадка, пароход, кладбище и так далее). Первый список именовался «Вместо актёров», второй имел заголовок «Вместо ателье». Режиссёр предполагал, что «Кино-глаз» станет шестисерийной кинохроникой, однако сумел снять лишь первый выпуск — «Жизнь врасплох».
По воспоминаниям Ильи Копалина, в 1923 году в его родную деревню Павловское-Лужецкое прибыла съёмочная группа, состоявшая из четырёх человек. Кинематографистов заинтересовал этот район не только из-за живописных истринских пейзажей, но и потому, что на берегу реки расположился один из первых в СССР пионерских лагерей. Пригласив местных жителей в деревенскую школу, «киноки» (именно так называли себя гости) рассказали о том, что на территории Павловского и в его окрестностях будут работать люди с киноаппаратами, и попросили оказывать им максимальное содействие. Там же произошло знакомство Копалина с «киноками», после чего Илья Петрович, считавший себя учеником Вертова, связал свою жизнь с документальным кино.
Как рассказывал один из основателей пионерского движения в СССР Борис Кудинов, в 1923 году он по заданию Краснопресненского райкома комсомола работал вожатым лагеря швейной фабрики «Красная оборона». Прежде чем выехать к месту съёмок, Вертов и администратор киногруппы Кагарлицкий встретились с Кудиновым в помещении кинокомпании «Культкино» и подробно рассказали ему о целях их деятельности. Вертовская группа жила в Павловском-Лужецком и каждое утро выезжала в пионерский палаточный городок. Кинематографисты настоятельно просили, чтобы дети и взрослые не обращали на них внимания; съёмки велись в естественной атмосфере, без постановочных эпизодов. Фильм, во многом считающийся экспериментальным и снятый в соответствии с теорией Дзиги Вертова о «жизни врасплох», вышел в прокат в 1924 году и получил премию на Международной выставке в Париже.

## Художественные особенности
Одним из новаторских приёмов Дзиги Вертова, артикулированных в «Кино-глазе» и впоследствии воплощённых в картине «Человек с киноаппаратом», было композиционное выстраивание эпизодов по законам поэзии. Он отказывался от жёсткой хронологии частей и перемешивал сюжеты в соответствии с собственными представлениями о ритме и картинке.
«Кино-глаз» наполнен метафорами, созданными по принципу ассоциаций. Так, сюжет, рассказывающий об обратном пути хлеба (готовый каравай прямо в пекарне превращается сначала в тесто, затем — в ржаные колосья, 32:05 — 38:06), а также эпизод о «возвращении» туши быка в пасущееся на лугу животное (11:03 — 14:30) призваны показать, что вещи и продукты производит человек, к которому всё в конечном итоге и возвращается. Сам режиссёр объяснял сцены «воскрешения» быка и движение времени в обратную сторону так:
Настоящая картина представляет собой атаку киноаппаратами нашей действительности и подготавливает на фоне классовых и бытовых противоречий тему всесоздающего труда. Вскрывая происхождение вещей и хлеба, киноаппарат дает возможность каждому трудящемуся наглядно убедиться, что все вещи делает он сам, трудящийся, а следовательно, они ему и принадлежат.
Исследователи обратили внимание на один из кадров «Кино-глаза», в котором ракурс смещён, а потому московская улица показана лежащей на боку. Кадр снят оператором Михаилом Кауфманом в соответствии с авангардными установками 1920-х годов, когда приветствовались революционные эксперименты с камерой и фотоаппаратом. Подобные фрагменты, созданные для того, чтобы «революционировать… зрительное мышление», были свойственны основоположнику конструктивизма Александру Родченко, с которым Вертов и Кауфман были связаны дружескими отношениями, — все трое были близки к Левому фронту искусств. Новаторский характер «Кино-глаза» в целом был признан интересным, хотя киноведы и спустя десятилетия после выхода фильма отмечали отсутствие внутренней логики при монтаже эпизодов и склонность Вертова и Кауфмана к немотивированным эффектам.

## Отзывы и рецензии
Первый общественный просмотр «Кино-глаза» состоялся в 1924 году в московском кинотеатре «Художественный». Премьерный показ вызвал большой интерес со стороны коллег Вертова — в зале сидели представители кинематографического сообщества, было много литераторов; кроме того, прибыли жители деревни Павловское-Лужецкое. По окончании просмотра началось обсуждение, проходившее весьма жёстко: критики вертовской концепции развития документального кино не поняли режиссёрского посыла; выступавшие говорили о том, что плёнка, выданная «кинокам» для съёмок, была потрачена напрасно.
Своеобразным ответом оппонентам Вертова и сторонникам сюжетных фильмов стала заметка в «Правде» (1924, 15 октября), написанная музыкальным деятелем Борисом Гусманом. В ней, в частности, говорилось, что после доработки «Кино-глаза» страна получит «первую удачную фильму», которую можно будет показывать рабочим и крестьянам: «Здесь есть моменты, которые впервые… демонстрируют наглядно смычку города с деревней». В другой публикации Гусман утверждал, что вертовское стремление внедряться в гущу жизни и изображать её «без преображения или инсценировки» заслуживает поддержки. В то же время Борис Евсеевич признавал, что эпизоды «Кино-глаза» не имеют объединяющего стержня, сюжеты разрознены и не связаны между собой, поэтому восприятие зрителя постоянно рассеивается.

## Создатели
- Дзига Вертов — режиссёр (в титрах — киноразведчик)
- Михаил Кауфман — оператор
- Елизавета Свилова — монтажёр
- Абрам Кагарлицкий — администратор